# Xã South Palmyra, Quận Macoupin, Illinois
Xã South Palmyra (tiếng Anh: South Palmyra Township) là một xã thuộc quận Macoupin, tiểu bang Illinois, Hoa Kỳ. Năm 2010, dân số của xã này là 747 người.